# Jared Hodgkiss
Jared Hodgkiss (15 novembre 1986) è un ex calciatore inglese, di ruolo centrocampista.

## Carriera
Ha giocato nella prima divisione inglese ed in quella scozzese, oltre che nella seconda divisione inglese.

## Palmarès

### Giocatore

#### Competizioni regionali
- Worcestershire Senior Cup: 1

Kidderminster: 2014-2015